# Saint-Avit (Landes)
Saint-Avit is een gemeente in het Franse departement Landes (regio Nouvelle-Aquitaine) en telt 538 inwoners (1999). De plaats maakt deel uit van het arrondissement Mont-de-Marsan.

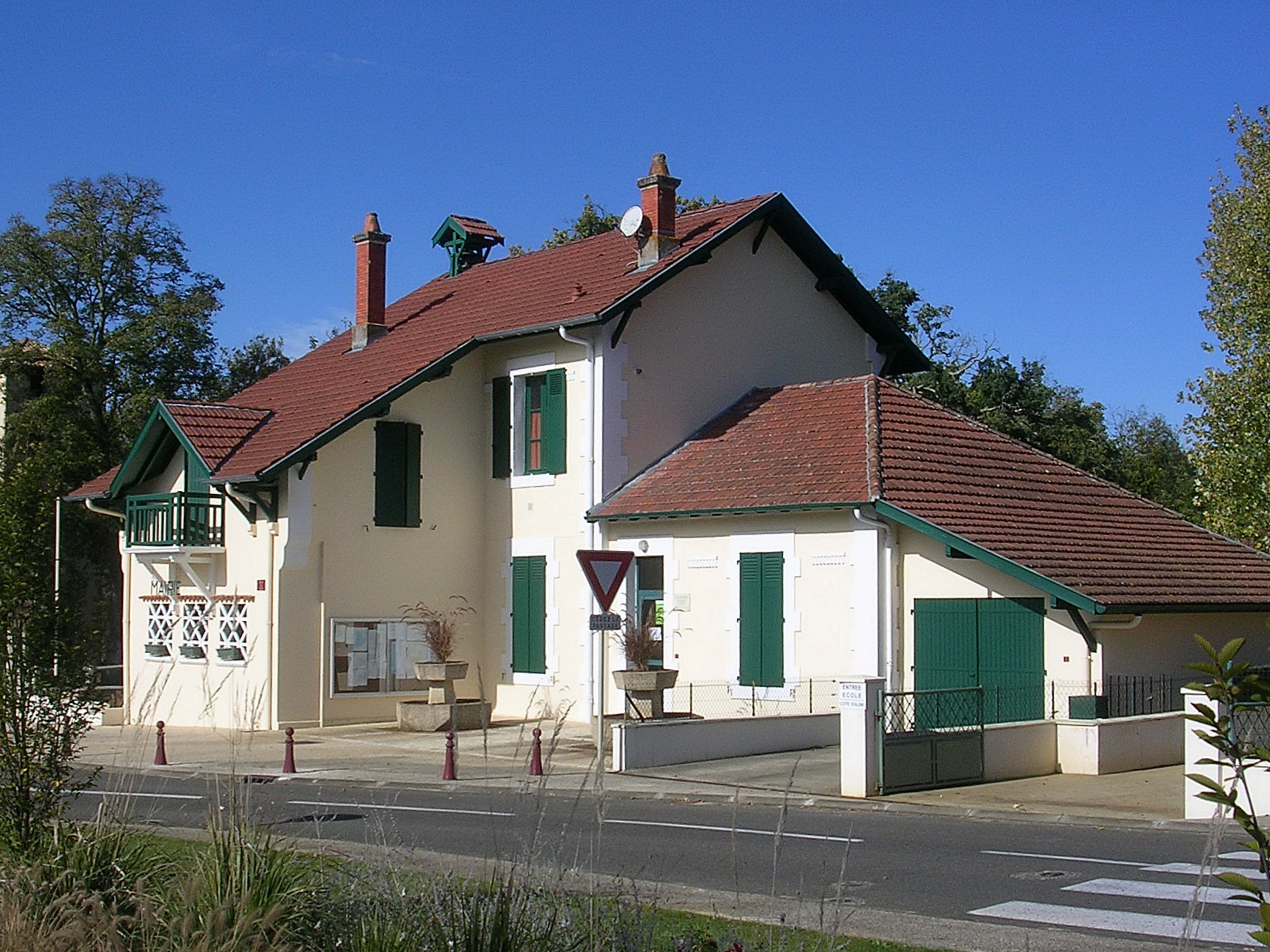
Gemeentehuis
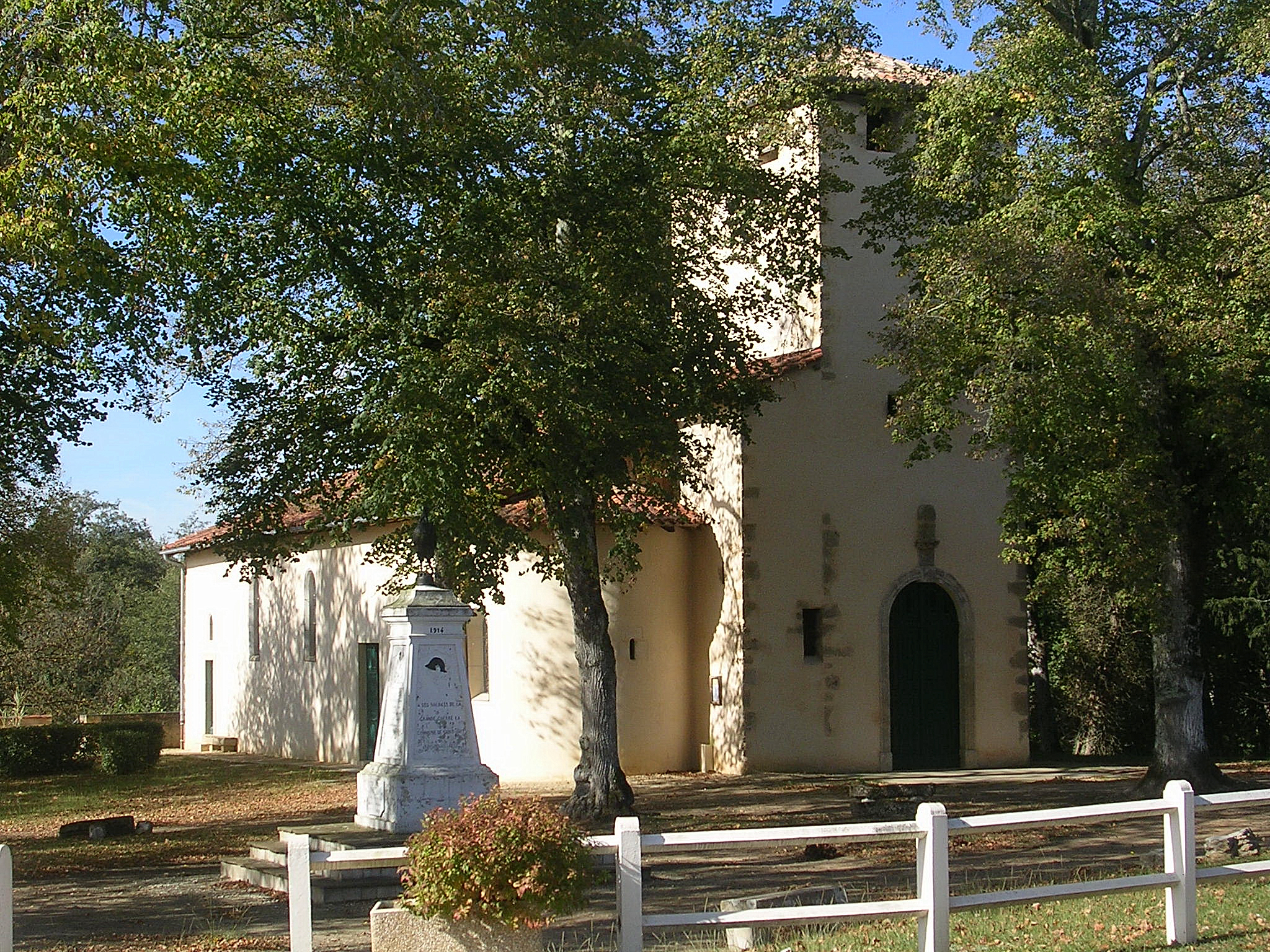
Kerk

## Geografie
De oppervlakte van Saint-Avit bedraagt 40,1 km², de bevolkingsdichtheid is 13,4 inwoners per km².
De onderstaande kaart toont de ligging van Saint-Avit (Landes) met de belangrijkste infrastructuur en aangrenzende gemeenten.

## Demografie
Onderstaande figuur toont het verloop van het inwonertal (bron: INSEE-tellingen).

1. ↑  Populations de référence 2022.